# Liste der Hochhäuser in Tennessee
In der Liste der Hochhäuser in Tennessee werden die Hochhäuser im US-Bundesstaat Tennessee ab einer strukturellen Höhe von 75 Metern aufgezählt. Das bedeutet die Höhe bis zum höchsten Punkt des Gebäudes ohne Antenne. Aufgezählt werden nur fertiggestellte und im Bau befindliche Gebäude.

## Auflistung der Hochhäuser nach Höhe
| Nr. | Name                                 | Stadt       | Höhe    | Etagen | Baujahr | Status |
| --- | ------------------------------------ | ----------- | ------- | ------ | ------- | ------ |
| 1.  | AT&T Building                        | Nashville   | 188,1 m | 33     | 1994    | Erbaut |
| 2.  | Fifth Third Center                   | Nashville   | 149,4 m | 30     | 1986    | Erbaut |
| 3.  | William R. Snodgrass Tennessee Tower | Nashville   | 137,8 m | 31     | 1970    | Erbaut |
| 4.  | 100 North Main Building              | Memphis     | 131,1 m | 37     | 1965    | Erbaut |
| 5.  | The Pinnacle                         | Nashville   | 127,1 m | 29     | 2010    | Erbaut |
| 6.  | Nashville Life & Casualty Tower      | Nashville   | 124,7 m | 30     | 1957    | Erbaut |
| 7.  | Morgan Keegan Tower                  | Memphis     | 122,9 m | 21     | 1985    | Erbaut |
| 8.  | Nashville City Center                | Nashville   | 122,5 m | 27     | 1988    | Erbaut |
| 9.  | Clark Tower                          | Memphis     | 121,9 m | 34     | 1971    | Erbaut |
| 10. | One Commerce Square                  | Memphis     | 120,7 m | 31     | 1973    | Erbaut |
| 11. | James K. Polk State Office Building  | Nashville   | 119,5 m | 24     | 1981    | Erbaut |
| 12. | Renaissance Nashville Hotel          | Nashville   | 117,4 m | 35     | 1987    | Erbaut |
| 13. | Viridian                             | Nashville   | 115,2 m | 31     | 2006    | Erbaut |
| 14. | Sterick Building                     | Memphis     | 111,3 m | 29     | 1930    | Erbaut |
| 15. | One Nashville Place                  | Nashville   | 109,4 m | 23     | 1985    | Erbaut |
| 16. | Regions Center                       | Nashville   | 107,9 m | 28     | 1974    | Erbaut |
| 17. | 1st Tennessee Bank Building          | Memphis     | 101,2 m | 25     | 1964    | Erbaut |
| 18. | Hilton Memphis                       | Memphis     | 100,3 m | 27     | 1975    | Erbaut |
| 19. | Plaza Tower                          | Knoxville   | 99,7 m  | 27     | 1979    | Erbaut |
| 20. | Sheraton Nashville Downtown          | Nashville   | 91,4 m  | 27     | 1975    | Erbaut |
| =   | Republic Centre                      | Chattanooga | 91,4 m  | 21     | 1977    | Erbaut |
| 22. | 99 Tower Place                       | Memphis     | 90,2 m  | 25     | 1968    | Erbaut |
| 23. | SunTrust Building                    | Nashville   | 89 m    | 20     | 1967    | Erbaut |
| =   | Bank of America Plaza                | Nashville   | 89 m    | 20     | 1977    | Erbaut |
| 25. | Lincoln American Tower               | Memphis     | 88,4 m  | 22     | 1924    | Erbaut |
| 26. | Andrew Jackson State Office Building | Nashville   | 87,2 m  | 17     | 1969    | Erbaut |
| 27. | White Station Tower                  | Memphis     | 85,4 m  | 22     | 1965    | Erbaut |
| 28. | SunTrust Bank Building               | Chattanooga | 85,1 m  | 20     | 1968    | Erbaut |
| 29. | Palmer Plaza                         | Nashville   | 82 m    | 18     | 1993    | Erbaut |
| 30. | Medical Center Tower                 | Memphis     | 81,3 m  | 20     |         | Erbaut |
| 31. | Exchange Building                    | Memphis     | 80,5 m  | 20     | 1910    | Erbaut |
| 32. | Parkway Towers                       | Nashville   | 79,6 m  | 21     | 1968    | Erbaut |
| 33. | ICON in the Gulch                    | Nashville   | 76,5 m  | 22     | 2008    | Erbaut |